# Single-photon emission computed tomography

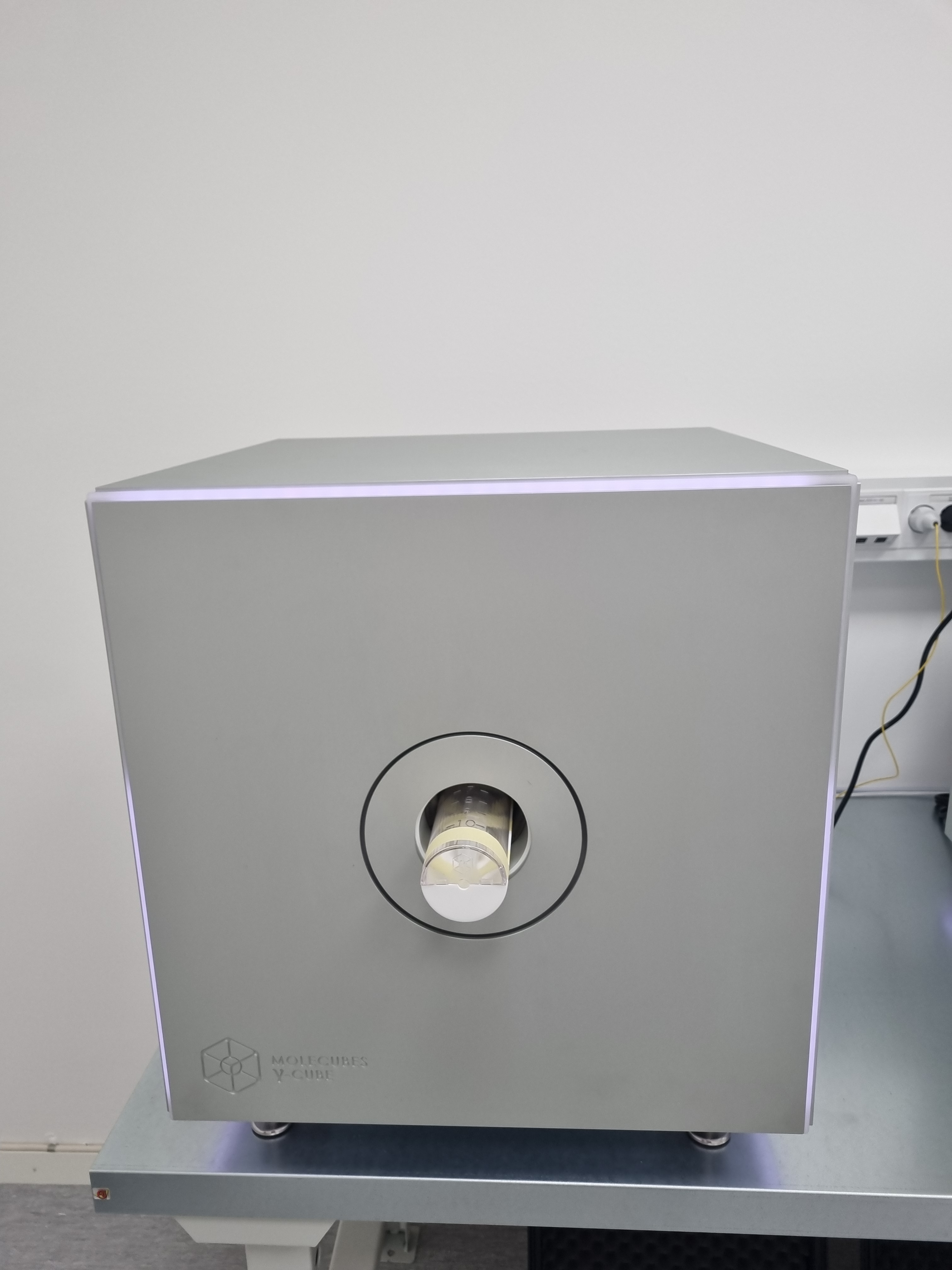
Bänkmodell av en SPECT för preklinisk användning.

Single-photon emission computed tomography, förkortad SPECT, är en apparat som ger tredimensionella medicinska bilder av olika funktioner i kroppen. Den används vid medicinsk diagnostik. Den använder sig av en eller flera gammakamerahuvuden för att registrera gammastrålning från en injicerad radionuklid i patienten. Gammakamerahuvudena roterar runt patienten samtidigt som bilder tas från olika vinklar för att få en tredimensionell bild av radionuklidens fördelning i kroppen.

## Teknik
Ett SPECT-system är uppbyggt av kollimator, scintillationskristall, fotomultiplikatorer och förstärkare. Nu för tiden använder man oftast SPECT tillsammans med en datortomograf, CT, eftersom det blir bättre diagnosticering när man kan se en anatomisk bild tillsammans med SPECT-bilden.

### Kollimatorn

I den undre situationen har kollimering av strålningen skett

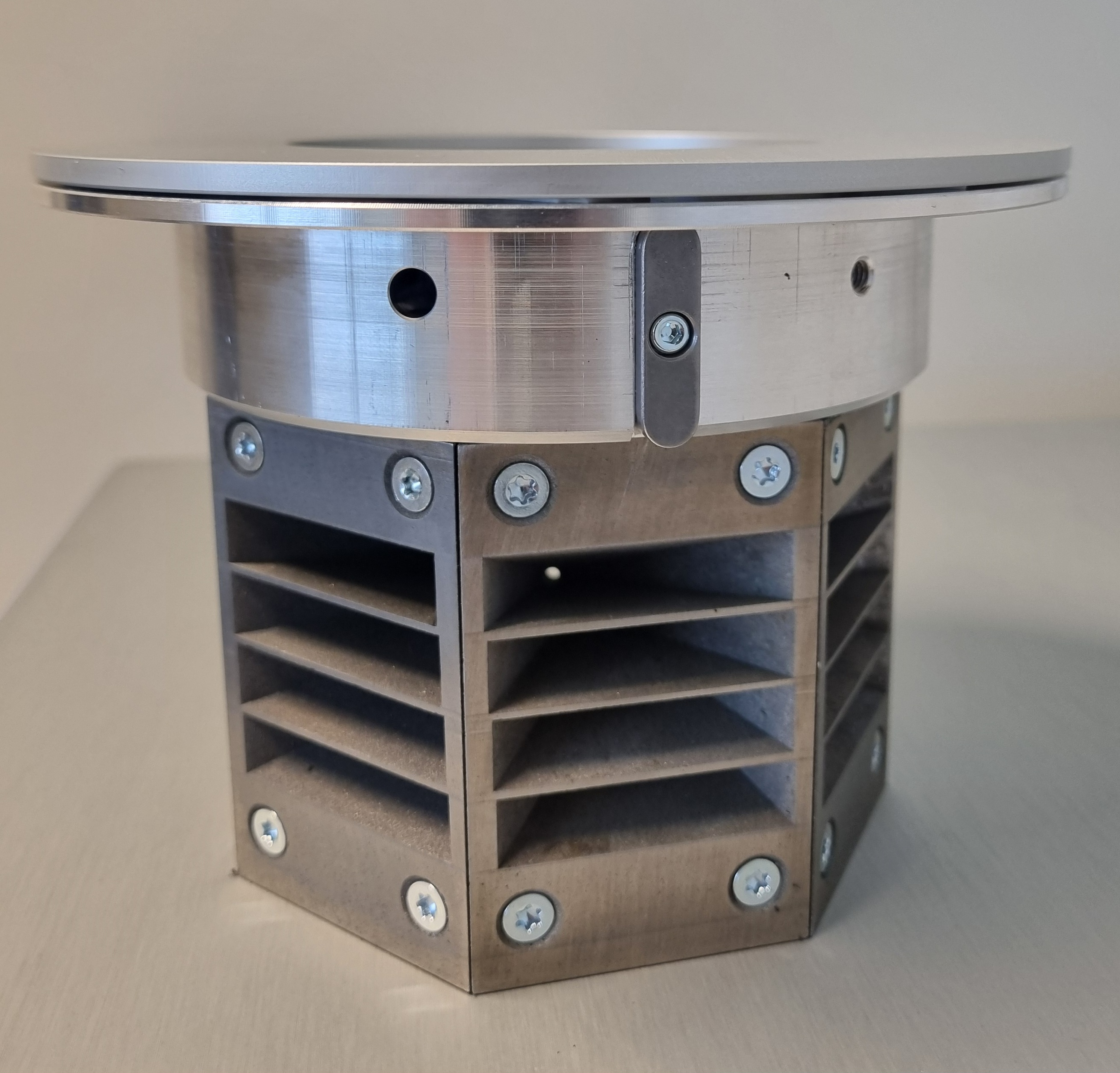
Kollimator sedd från utsidan på en SPECT för prekliniska undersökningar från Molecubes. Den syns som en ring på översta bilden runt öppningen.

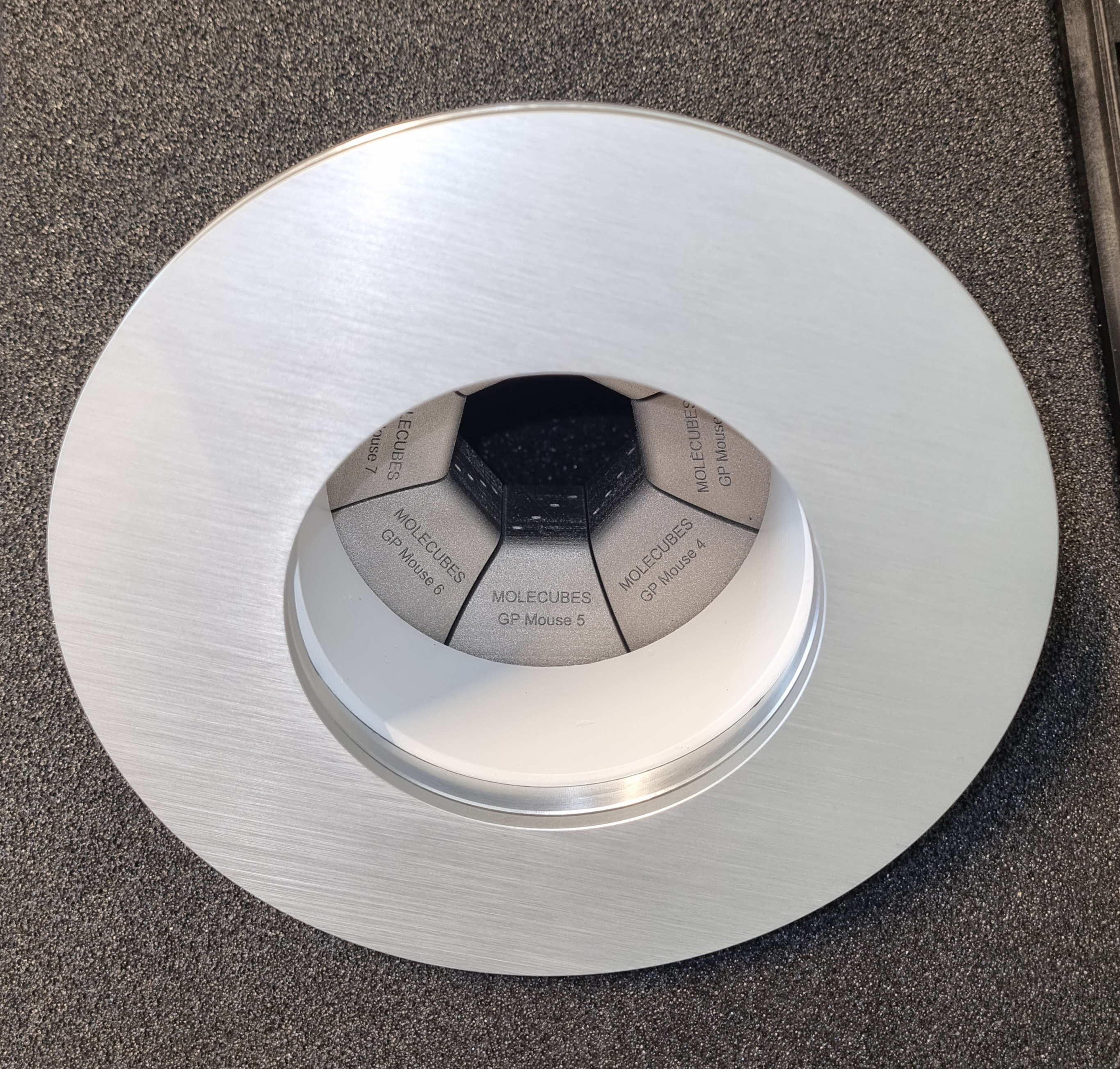
Kollimator sedd från insidan på en SPECT för prekliniska undersökningar från Molecubes.

Kollimatorn sitter ytterst på detektorhuvudet och är en bly-, eller volframsplatta med hål i som skall släppa igenom de fotoner som infaller vinkelrätt mot detektorn men absorbera de fotoner som inte infaller vinkelrätt mot detektorn, eftersom dessa gör att bilden blir suddig. Tjockleken på materialet mellan hålen, kallat septum (skiljande vägg), anpassas för att kunna absorbera fotonerna och beroende på hur stora hålen är, så får man olika upplösning i bilden. Ju mindre hål, desto högre upplösning. Priset man får betala är dock att man får en sämre känslighet eftersom färre fotoner släpps igenom till själva detektorn. Vid användning av radionuklider med hög fotonenergi är det viktigt att kollimatorn är tillräckligt tjock, för att kollimatorn skall kunna absorbera de fotoner som inte infaller vinkelrätt mot detektorn och så att de inte bara går rakt igenom.

### Scintillationskristallerna och fotomultiplikatorer
Majoriteten av fotonerna som passerar kollimatorn absorberas av en scintillationskristall som sedan avger en representativ mängd ljus. Ljuset kan sedan registreras av fotomultiplikatorer innehållande fotokatoder. Beroende på vilka fotomultiplikatorer som registrerar ljuset och intensiteten kan en positioneringskrets användas för att bestämma X- och Y-positionen för strålningen i ett tänkt koordinatsystem. Den samlade energin som registrerats av fotomultiplikatorerna skickas till en summeringskrets som räknar ut den totala energin som ankommit kristallen. Denna information skickas sedan vidare till en korrigeringskrets som korrigerar för eventuella systematiska fel som kan ha resulterats i att bilderna inte blir enhetlig eller att de inte blir linjära.

### Bildrekonstruktion
För att kunna registrera data och kunna producera en 3D-bild av fördelningen behöver gammakamerorna rotera runt patienten. Avståndet till kollimatorn är extremt viktigt vid SPECT eftersom skärpan försämras med avståndet. Därför har nyare kameror en automatisk funktion för att minska avståndet. Istället för att cirkulera i en rund bana runt rotationsaxeln kan systemet läsa av patientens läge och anpassa avstånden automatiskt efter denna.

## Radionuklider som används
Det används olika typer av radionuklider beroende på vilken undersökning som skall göras. Antingen är det rena radionuklider, eller är de bundna med en ligand så att de koncentreras vid en viss receptor i kroppen, detta kallas för radioligander. Detta gör då att man kan se med SPECT eller PET var den radioaktiva isotopen tas upp i kroppens olika organ, och man får en bild av organets funktion. 
Exempel på radioisotoper, eller ligander, som används vid SPECT-undersökningar:

### Teknetium 99m (Tc-99m)

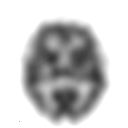
SPECT-bild av ett plan i hjärnan gjord med hjälp av isotopen Tc-99m.

Den radioligand som är den mest använda vid undersökningar är teknetium. Detta för att den har en kort halveringstid på 6,02 timmar, exciterar (sänder ut) fotoner med en relativt låg fotonenergi på 140,5 keV, och har en väldigt kort biologisk halveringstid på cirka 1 dag. Dessa egenskaper hos radionukliden bidrar till att patienterna får en relativt låg stråldos under en undersökning. 
Undersökningar som görs med Tc-99m är bland annat:
- Skelettscintigrafi: Kan användas för att hitta tumörer i skelettet, till exempel skelettcancer eller metastaser från andra cancersjukdomar som prostatacancer och bröstcancer. Metoden kan även användas för att påvisa frakturer och inflammationer i skelettet.
- Myocardscintigrafi: Avbildning av hjärtats cirkulation för att upptäcka olika typer av abnormaliteter.
- Bisköldkörtelscintigrafi: Vid avbildning av bisköldkörtlarna kan cancerceller upptäckas genom att dessa absorberar Tc-99m snabbare än friska celler, man kan även upptäcka om bisköldkörteln har en felaktig placering.
- Neuroradiologi: Man använder radionuklider och spårar dessa när de absorberas olika mycket i hjärnvävnaden vid arbete för att mäta hur mycket vävnaden arbetar.
- Vita blodkroppsradiologi: För att upptäcka inflammationer som är svåra att se kan man utföra en SPECT-undersökning med vita blodkroppar som har blivit märkta med Tc-99m. Dessa kommer då att ansamlas vid inflammationerna vilka tydligt syns på en SPECT-bild.[4]

### Jod 123 (I-123) och Jod 131 (I-131)
Radioligander av jod används vid misstanke om neuroendokrin cancer, det vill säga cancer i celler som avger hormoner efter retningar från nervsystemet exempelvis i hypotalamus, binjuremärgen och sköldkörteln. 
I-123 har en halveringstid på 13,13 timmar, vilket gör att den passar utmärkt för 24-timmars samt 7-dagars upptagsmätning av I-123 i sköldkörteln för att ta reda på hur mycket jod sköldkörteln tar upp och hur lång den biologiska halveringstiden är. Fotonenergin på 159 keV passar till dagens gammakameror som har NaI-kristaller i detektorerna.
I-131 användes förr ibland till bildtagning med gammakamera, eftersom det är billigt att framställa. Dess huvudsakliga användning är dock för behandling mot olika sköldkörtelrubbningar, såsom till exempel Graves sjukdom och multinodös struma, vilka båda innebär en överproduktion av sköldkörtelhormon. I-131 används även för behandling av sköldkörtelcancer. I-131 används till detta tack vare sköldkörtelns förmåga att naturligt ta upp jod, och även tack vare att den skickar ut betastrålning, med en medelenergi på 606 keV som bestrålar celler lokalt där nukliden tagits upp,  samtidigt som gammastrålningen på 364 keV kan användas för bildtagning och således kontroll av behandlingsrespons.
Eftersom I-131 har längre halveringstid än I-123, 8,04 dagar respektive 13,13 timmar, påverkar det kroppen under längre tid. Båda använda jodisotoperna har samma biologiska halveringstid i kroppen, 120-138 dagar. 
De effekter som är negativa vid bildtagning men bra när det gäller strålbehandling gör att patienter som har behandlats med I-131 riskerar att ge utslag på radioaktiva övervakningssystem vid exempelvis gränspolisen hos USA upp till 95 dagar efter behandlingen. Dessa patienter bör heller inte försöka få barn inom sex månader på grund av risken för att fostret utsätts för strålning.

### Indium-111 (In-111)
In-111 används, på samma sätt som Tc-99m, till märkning av vita blodkroppar och trombocyter. De märkta radioliganderna används för att upptäcka olika patologiska tillstånd i kroppen såsom inflammationer, blodproppar, varbölder och infektioner i frakturer som håller på att läka. Där ansamlas blodkropparna och ger en tydlig bild över var i kroppen det finns infektioner.
In-111 har en halveringstid på 2,8 dagar och utstrålningsenergin 245 keV.

### Gallium 67 (Ga-67)
Ga-67 används för att upptäcka tumörer och infektioner och injekteras som galliumsaltlösning. Det är inte en radioligand, utan det är den radioaktiva isotopen man använder. Saltet löses upp i kroppen till Ga3+-joner och binder på liknande sätt som Fe3+ i kroppen. Eftersom tumörer och infektioner är energikrävande för kroppen använder de mer energi och syre vilket gör att koncentrationen av järn med syre, och då även Ga-67, blir högre där. 
Isotopen har en halveringstid på 3,26 dagar och utstrålningsenergin 8,6 keV.

## Medicinska problem som kan upptäckas med SPECT

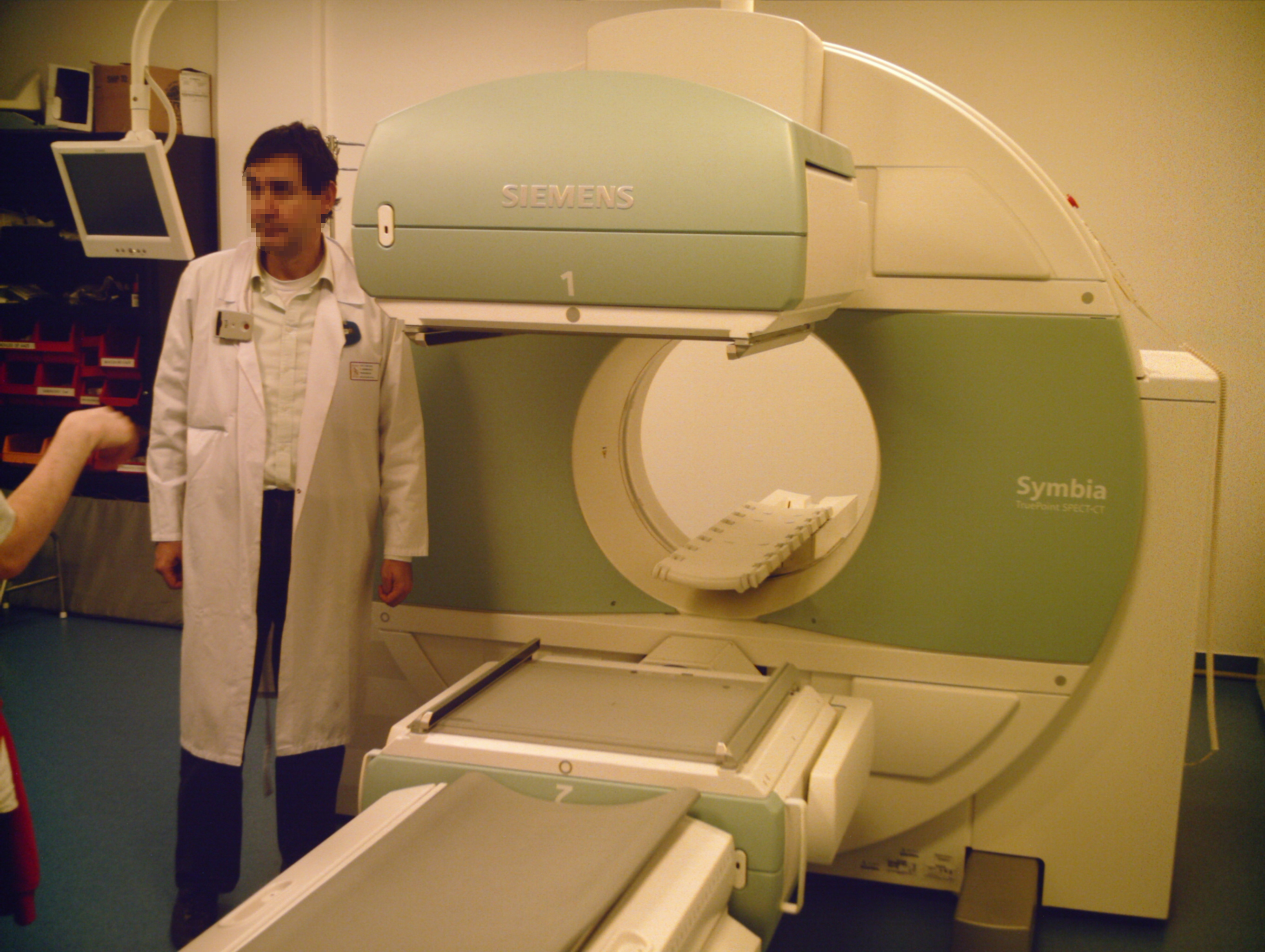
En äldre modell av SPECT.

### Hjärtproblem

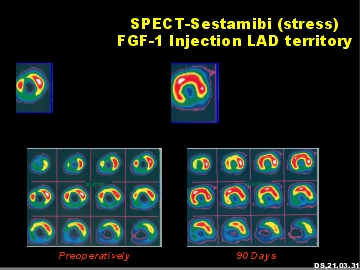
Blodflödet i Hjärtat före och efter en operation visat med hjälp av SPECT-bilder.

Genom att utnyttja förmågan att mäta blodflöden kan SPECT/CT diagnosticera misstänkt hjärtsvikt orsakad av blodpropp eller åderförkalkning.
Områden med ärrvävnad efter hjärtinfarkt kan påvisas på samma sätt eftersom mängden blod blir mindre där.

### Tumörer
Med hjälp av radionukleider som binder till specifika antikroppar som kan vara allt från receptorer till hormoner. Som exempel har neuroendokrina tumörer ett överflöd av receptorer som binder till hormonet somatostatin. Detta kan utnyttjas genom att låta radionuklider binda till somatostatin och bilda markörer. Om dessa markörer injiceras i patienten kommer markörerna koncentreras till tumörerna och synas med hjälp av SPECT.

### Hjärnan
Förutom diagnosticering av tumörer kan bland annat Alzheimers sjukdom och vaskulär demens diagnosticeras.
Hypoperfusion, det vill säga lågt genomflöde i blodkärl, i parietal- och temporalloberna kan visa på Alzheimers. 
Vaskulär dementi kan påvisas med viss osäkerhet då det ger upphov till ett varierande fält av perfusion. 